# Mtwara (vùng)
Mtwara là một vùng của Tanzania, giáp biên giới với hai tỉnh Niassa, Cabo Delgado của Mozambique và Ấn Độ Dương. Thủ phủ của vùng Mtwara đóng tại Mtwara. Vùng Mtwara có diện tích 16707 ki lô mét vuông. Đến thời điểm điều tra dân số ngày 25 tháng 8 năm 2002, vùng Mtwara có dân số 1128523 người.